# A jade skorpió átka
A jade skorpió átka (eredeti cím: The Curse of the Jade Scorpion) 2001-ben bemutatott amerikai–német bűnügyi filmvígjáték, melynek rendezője, forgatókönyvírója és főszereplője Woody Allen. További fontosabb szerepekben Helen Hunt, Charlize Theron, Dan Aykroyd és Elizabeth Berkley látható.
Az Amerikai Egyesült Államokban 2001. augusztus 5-én, Magyarországon 2002. szeptember 12-én mutatták be a mozikban.

## Cselekmény
Az 1940-es években járunk. CW Briggs egy biztosítási cégnél dolgozik nyomozóként, jó arányban oldja meg a rábízott feladatokat. De a cég vezetője, Chris Magruder fejlődni akar, ezért felvesz egy diplomás dolgozót, akit Betty Ann Fitzgerald-nak hívnak. Briggs ki nem állhatja őt, és ez kölcsönösen is igaz. Fitzgerald nagy átszervezésbe kezd, de ennek Briggs nem örül, mert ő már 20 éve itt dolgozik, mindennek tudja a helyét és nem akarja, hogy felbolygassák a jól bejáratott dolgait. De Fitzgerald hajthatatlan, ki akarja pofozni az irodákat és a régimódi nyilvántartást is fel akarja számolni. Központi adatnyilvántartást akar bevezetni, de Briggs szerint ha valami jól működik, akkor nem kell bántani. Ez az ellentét vérre menő csatákat eredményez köztük, kibékíthetetlen ellentét alakul ki közöttük.
Aztán a cég munkatársai elmennek mulatni egy étterembe, ahol Briggs-et és Fitzgerald-ot mély hipnózisba ejtik egy szórakoztató műsor keretében. Azt parancsolják nekik, hogy legyenek szerelmesek egymásba, viselkedjenek úgy, mintha férj és feleség lennének, de csettintésre felejtsenek el mindent és térjenek vissza a normális életükhöz. A trükk beválik, Fitzgerald-ék igazi házaspárként kezdenek el viselkedni, a közönség jól mulat, de a csettintés után Briggs-ék nem emlékeznek semmire. Aztán amikor Briggs hazamegy és felveszi a csörgő telefont, ismét hipnózisba ejtik, és azt parancsolják neki, hogy törjön be egy házba és hozza el a drága holmikat.
Másnap Briggs meglepődve tapasztalja, hogy valaki betört egy olyan házba, ahol ő építette ki a biztonsági berendezést. Nyomozni kezd, de nem talál semmilyen nyomot, ezért arra a következtetésre jut, hogy ez csakis önbetörés lehetett, mert csak egy belsős ember tud nyomok nélkül lopni. Nem sokkal később Briggs-et ismét telefonon hívják, és ismét hipnotizálják. Most is arra utasítják, hogy törjön be egy házba és rabolja ki. Az eset másnapján Briggs ismét önbetörésre gyanakszik, aztán pedig Fitzgerald-ra, mert ő is nagyon jól ismeri a riasztókat.

## Szereplők
| Szerep               | Színész            | Magyar hang        |
| -------------------- | ------------------ | ------------------ |
| C.W. Briggs          | Woody Allen        | Kern András        |
| Chris Magruder       | Dan Aykroyd        | Koroknay Géza      |
| Betty Ann Fitzgerald | Helen Hunt         | Kovács Nóra        |
| Alvin "Al"           | Brian Markinson    | Józsa Imre         |
| George Bond          | Wallace Shawn      | Harsányi Gábor     |
| Voltan               | David Ogden Stiers | Szilágyi Tibor     |
| Laura Kensington     | Charlize Theron    | Kisfalvi Krisztina |
| Jill                 | Elizabeth Berkley  | Roatis Andrea      |
| Ned                  | Peter Gerety       | Forgács Gábor      |

## Kritikai visszhang
A film vegyes kritikákat kapott. A Rotten Tomatoes 123 kritikus véleménye alapján 45%-ra értékelte. A szöveges összefoglaló szerint „A jade skorpió átka forgatókönyve nem olyan frappáns, mint Woody Allen korábbi filmjeié, mivel a poénok többsége nem igazán működik.”